# Kykladisk konst

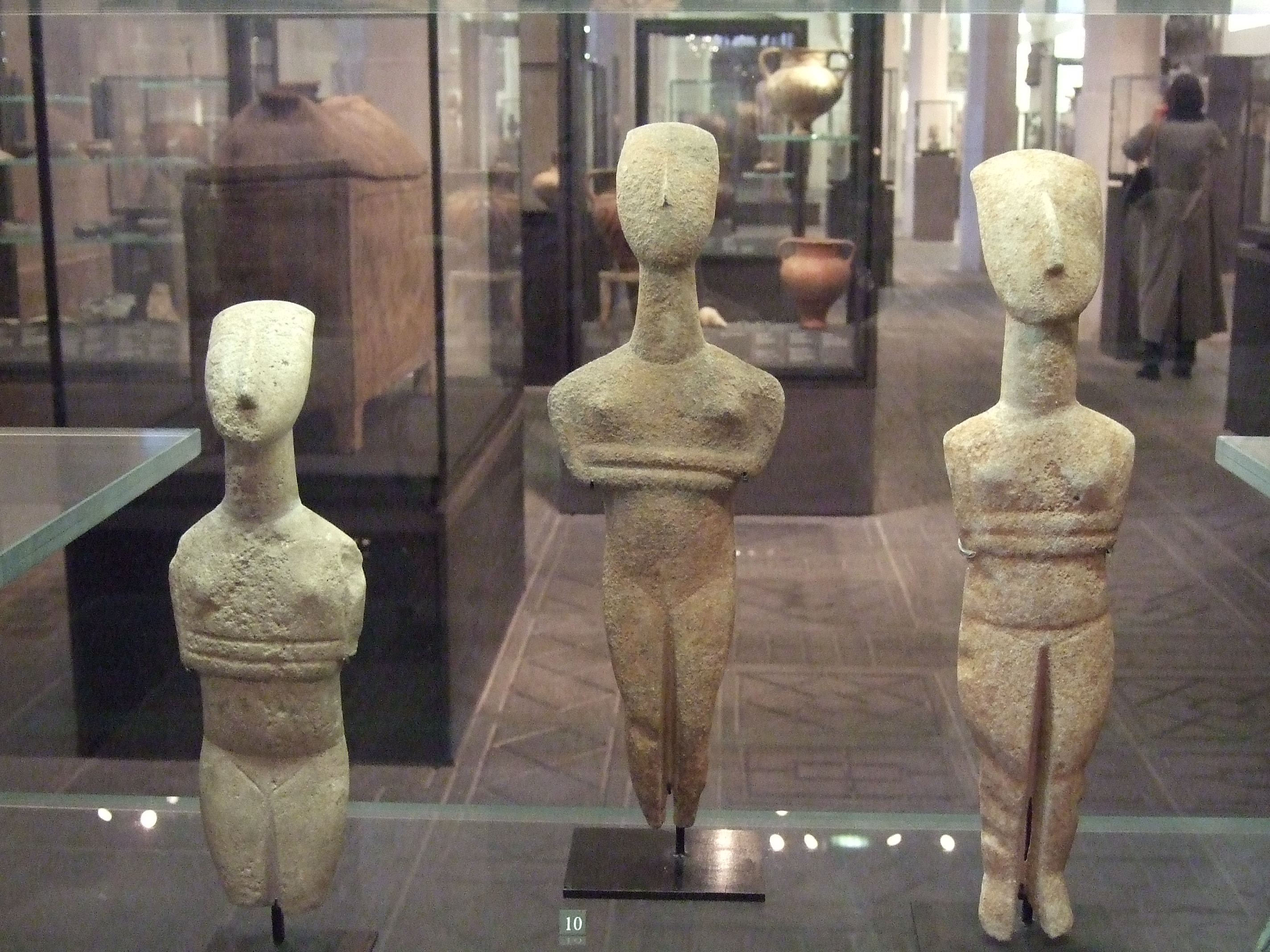
Tre kykladiska statyetter av kvinnor.

Kykladisk konst är en term som används om vaser och i synnerhet om marmorstatyetter funna på Kykladerna, en ögrupp i Egeiska havet. Dessa fynd vittnar om en blomstrande kultur mellan 2600 och 1100 f.Kr.

## Tidigkykladisk konst
- Cirka 3600–2100 f.Kr.
- ...kvinnliga marmorstatyetter, bronsföremål, stenkistgravar...
- ...korsade armar, triangulära huvuden...

## Mellan- och senkykladisk konst
- Mellankykladisk konst: 2100–1550 f.Kr.
- Senkykladisk konst: 1550–1050 f.Kr.
- ...städer, megaron, stadsmurar, keramik...
- ...fågelmotiv...

Starkt inflytande, först från minoisk därefter mykensk konst.